# Ozyptila formosa
Ozyptila formosa là một loài nhện trong họ Thomisidae.
Loài này thuộc chi Ozyptila. Ozyptila formosa được Elizabeth Bangs Bryant miêu tả năm 1930.